# Wiktar Chomicz
Wiktar Kiryławicz Chomicz (biał. Віктар Кірылавіч Хоміч, ros. Виктор Кириллович Хомич, Wiktor Kiriłłowicz Chomicz; ur. 16 sierpnia 1950 na stacji kolejowej Różanka) – białoruski biolog, agrochemik, radiochemik, radioekolog i lewicowy polityk opozycyjny, deputowany do Rady Najwyższej Republiki Białorusi XIII kadencji, w której przewodniczył Komisji ds. Katastrofy Czarnobylskiej; działacz opozycyjnej partii Białoruska Partia Lewicy „Sprawiedliwy Świat”. Prowadził badania nad skutkami katastrofy w Czarnobylu i brał udział w usuwaniu jej skutków; tworzył pierwsze mapy skażenia gleb obwodu homelskiego radioaktywnym strontem-90 i cezem-137; kandydat nauk biologicznych (odpowiednik polskiego stopnia doktora), docent.

## Życiorys

### Młodość i praca
Urodził się 16 sierpnia 1950 roku na stacji kolejowej Różanka, w rejonie szczuczyńskim obwodu baranowickiego Białoruskiej SRR, ZSRR. Jest Białorusinem. W 1973 roku ukończył Grodzieński Instytut Gospodarstwa Wiejskiego ze specjalnością „agronomia”. Pracę rozpoczął w wieku 17 lat jako ślusarz w Szczuczyńskim Zjednoczeniu Rejonowym „Sielchoztiechnika”. Następnie odbył służbę wojskową w szeregach Armii Radzieckiej i został oficerem rezerwy. W latach 1974–1975 pracował jako agrochemik, główny agrochemik-radiochemik w Grodzieńskim Obwodowym Strefowym Laboratorium Agrochemicznym. W latach 1975–1986 był kierownikiem działu radiologicznego i chemiczno-toksykologicznego w Grodzieńskiej Obwodowej Projektowo-Badawczej Stacji Chemizacji Rolnictwa. Od 1986 do 1996 roku pełnił funkcję dyrektora Homelskiej Obwodowej Projektowo-Badawczej Stacji Chemizacji Rolnictwa. Od 1996 do co najmniej 1999 roku był bezrobotny. Od września 2001 do lipca 2014 roku pracował jako docent Katedry Ekonomii i Finansów homelskiej filii instytucji edukacyjnej Federacji Związków Zawodowych Białorusi – Międzynarodowego Instytutu Stosunków Pracowniczych i Społecznych. W sierpniu 2014 roku przeszedł na emeryturę.

### Działalność naukowa
W 1986 roku, w związku z katastrofą w Czarnobylskiej Elektrowni Jądrowej, odwołał obronę swojej pracy kandydackiej, która była wyznaczona na 17 maja w Moskwie. Udał się w delegację do leżących w pobliżu miejsca awarii Chojnik, aby zbadać warunki radiologiczne. Tworzył pierwsze mapy skażenia gleb obwodu homelskiego radioaktywnym strontem-90 i cezem-137. Brał udział w likwidacji skutków katastrofy na terenie 30-kilometrowej strefy w obwodach homelskim i mohylewskim. W 1987 roku wraz z rodziną przeprowadził się ze Szczuczyna – miasta nieskażonego i odległego od miejsca katastrofy – do Homla, z którego w tamtym czasie chciały wyjechać tysiące mieszkańców. W 1990 roku uzyskał stopień kandydata nauk biologicznych (odpowiednik polskiego stopnia doktora). Temat jego dysertacji kandydackiej brzmiał: Badania sytuacji radioekologicznej na terytorium Białorusi w warunkach intensywnych opadów radioaktywnych. Jest członkiem Międzynarodowej Unii Radioekologii i autorem ponad 40 prac naukowych poświęconych radioekologii i agrochemii.

### Działalność parlamentarna
Wiktar Chomicz był członkiem Partii Komunistów Białoruskiej (PKB) i od 1997 roku pełnił funkcję członka jej Centralnej Komisji Rewizyjnej. W latach 1995–1999 był deputowanym do Homelskiej Obwodowej Rady Deputowanych XXII kadencji. W 1995 roku kandydował w wyborach do Rady Najwyższej Republiki Białorusi XIII kadencji. W drugiej turze uzupełniających wyborów parlamentarnych 10 grudnia 1995 roku został wybrany na deputowanego do Rady Najwyższej z Homelskiego-Wołotowskiego Okręgu Wyborczego Nr 75. 19 grudnia 1995 roku został zarejestrowany przez centralną komisję wyborczą, a 9 stycznia 1996 roku zaprzysiężony na deputowanego. Od 23 stycznia do listopada pełnił w Radzie Najwyższej funkcję przewodniczącego Stałej Komisji ds. Katastrofy Czarnobylskiej. Należał do frakcji komunistów. Od 3 czerwca był członkiem grupy roboczej Rady Najwyższej ds. współpracy z Bundestagiem Republiki Federalnej Niemiec. 21 czerwca został członkiem delegacji Rady do Zgromadzenia Parlamentarnego Stowarzyszenia Białorusi i Rosji.
Wiktar Chomicz był jednym z deputowanych, którzy nie zostali dopuszczeni do udziału w zorganizowanym 19–20 listopada 1996 roku przez prezydenta Alaksandra Łukaszenkę I Wszechbiałoruskim Zgromadzeniu Ludowym. Zaraz potem potępił organizację Zgromadzenia jako wydarzenia o charakterze niedemokratycznym, którego uczestnicy nie byli wybierani, a wyznaczani.
27 listopada 1996 roku, po dokonanej przez Alaksandra Łukaszenkę kontrowersyjnej i częściowo nieuznanej międzynarodowo zmianie konstytucji, nie wszedł w skład utworzonej przez niego Izby Reprezentantów Zgromadzenia Narodowego Republiki Białorusi I kadencji. Uznał prezydencką reformę konstytucyjną za bezprawną i, pozostając wierny konstytucji z 1994 roku, kontynuował wraz z częścią deputowanych pracę Rady Najwyższej. Również Zgromadzenie Parlamentarne OBWE (ZP OBWE) uznawało nadal Radę Najwyższą. Co najmniej do września 2000 roku Wiktar Chomicz wraz z trzema innymi deputowanymi Rady: Siamionem Szareckim, Anatolem Labiedźką i Uładzimirem Nisciukiem – posiadał status członka ZP OBWE i uznawany był przez ten organ za część stałej delegacji Białorusi. Budziło to niezadowolenie i protesty m.in. ze strony przedstawicieli władz Rosji, jednak status Chomicza został dwukrotnie potwierdzony przez ZP OBWE – w styczniu 1997 i lipcu 1998 roku. Zgodnie z Konstytucją Białorusi z 1994 roku jego mandat deputowanego do Rady Najwyższej zakończył się 9 stycznia 2001 roku; kolejne wybory do tego organu jednak nigdy się nie odbyły.

### Późniejsza działalność polityczna
Po zakończeniu pracy w Radzie Najwyższej nadal pozostawał aktywnym działaczem Partii Komunistów Białoruskiej, także po zmianie jej nazwy na Białoruską Partię Lewicy „Sprawiedliwy Świat”. W 2000 roku brał udział w obserwacji wyborów prezydenckich w Rosji jako członek delegacji OBWE. Określił je jako wolne, demokratyczne i przejrzyste z pewną tylko liczbą nieprawidłowości technicznych. W tym samym czasie zachodni obserwatorzy zwracali uwagę na wiele poważnych naruszeń.
W 2004 roku kandydował z ramienia PKB w wyborach do Izby Reprezentantów IV kadencji z Homelskiego-Jubilejnego Okręgu Wyborczego Nr 33. Początkowo odmówiono mu rejestracji jako kandydata, jako powód podając błąd w deklaracji dochodowej na sumę 5 775 rubli białoruskich (równowartość 9,24 zł według ówczesnego kursu). Chomicz odwołał się jednak od tej decyzji i został zarejestrowany. Według oficjalnych wyników uzyskał 8,1% z 53 407 oddanych głosów. W 2006 roku był kandydatem w planowanych na rok następny wyborach lokalnych. Miał w nich startować na deputowanego do rady deputowanych miasta Homla i/lub obwodu homelskiego, jednak 8 grudnia 2006 roku wraz z wieloma innymi kandydatami KPB wycofał swoją kandydaturę.
W 2008 roku kandydował z ramienia Zjednoczonych Sił Opozycyjnych w wyborach do Izby Reprezentantów V kadencji z Homelskiego-Jubilejnego Okręgu Wyborczego Nr 31. W czasie kampanii wyborczej, podobnie jak wielu innych homelskich działaczy opozycyjnych, był obiektem oczerniających ataków dezinformacyjnych w internecie. Władze ingerowały w treść jego plakatów wyborczych, usuwając m.in. informacje o doświadczeniu parlamentarnym. Chomicz pozbawiony został także, w przeciwieństwie do kandydatów prorządowych, prawa do organizacji spotkań z kolektywami pracowniczymi. Według oficjalnych wyników uzyskał 29,7% z 45 968 oddanych głosów, przegrywając z Alaksandrem Czykileuem. W czasie kampanii poprzedzającej wybory prezydenckie w 2015 roku był członkiem grupy inicjatywnej Siarhieja Kalakina i zbierał w Homlu podpisy poparcia dla jego kandydatury. Zgłoszony został także przez swoją partię na członka Homelskej Obwodowej Terytorialnej Komisji Wyborczej. Władze jednak odrzuciły jego zgłoszenie, zdaniem przedstawicieli „Sprawiedliwego Świata” – aby nie dopuścić przedstawiciela opozycji do tego organu. W 2016 roku kandydował w wyborach do Izby Reprezentantów VI kadencji z Homelskiego-Nowobielickiego Okręgu Wyborczego Nr 36. Według oficjalnych wyników uzyskał 5,5% z 48 121 oddanych głosów.

## Poglądy
Wiktar Chomicz krytycznie ocenia władzę przywódcy Białorusi Alaksandra Łukaszenki. Jego zdaniem prezydent wprowadzając konstytucję z 1996 roku nadał sobie niczym nieograniczoną władzę, kierując się wyłącznie własnym interesem, a nie państwa czy narodu. Chomicz postuluje powrót do konstytucji z 1994 roku, co miałoby przywrócić na Białorusi wolność słowa, uczciwe wybory, praworządność i pozytywnie wpłynąć na rozwój ekonomiczny. Ponadto Chomicz podkreśla niedostateczną w jego ocenie pomoc ze strony władz dla ofiar awarii w Czarnobylu. Jego zdaniem władze przeznaczają zbyt mało środków na poprawę jakości życia na terenach dotkniętych katastrofą. Chomicz krytykuje także fakt, że dawni likwidatorzy skutków awarii zostali pozbawieni wszelkich ulg jeszcze pod koniec lat 90.

## Życie prywatne
Wiktar Chomicz jest żonaty, ma troje dzieci. Jest prawosławny. Mieszka w Homlu.